# 韦陟
韦陟（697年—761年），字股卿，京兆万年（今西安）人。

## 生平
韋安石之子。十歲時授职温王府东阁祭酒、朝散大夫。开元年間袭郇国公，官至吏部尚书。善文辞，工书法，時稱“五朵雲”或“五雲體”，常让侍妾代他写信，韦陟只署名。韦陟穷奢极欲，時稱“人欲不飯筋骨舒，夤緣須人郇公廚”，相傳葫蘆雞與獅子頭皆出自韦陟家廚。

## 子孙
- 韦士贍
- 韦允，吏部員外郎、潁州刺史
  - 韦同元、韦同训